# César Bosco Vivas Robelo

Bischofswappen von Cesar Bosco Vivas Robelo

César Bosco Vivas Robelo (* 14. November 1941 in Masaya, Nicaragua; † 23. Juni 2020 in Managua) war ein römisch-katholischer Geistlicher und Bischof von León en Nicaragua.

## Leben
César Bosco Vivas Robelo studierte Philosophie und Theologie sowohl am Interdiözesanseminar von Nicaragua als auch an der Päpstlichen Universität Gregoriana in Rom. Er empfing am 17. Mai 1970 durch Papst Paul VI. im Petersdom das Sakrament der Priesterweihe für das Erzbistum Managua. 1971 wurde er Pfarrer in der Pfarrei La Purísima und später zum Generalvikar des Erzbistums Managua ernannt.
Am 8. Oktober 1981 ernannte ihn Papst Johannes Paul II. zum Titularbischof von Mididi und bestellte ihn zum Weihbischof in Managua. Der Erzbischof von Managua, Miguel Obando Bravo SDB, spendete ihm am 21. November desselben Jahres die Bischofsweihe; Mitkonsekratoren waren der Bischof von Estelí, Rubén López Ardón, und der emeritierte Bischof von León en Nicaragua, Julián Luis Barni Spotti OFM.
Am 2. April 1991 ernannte ihn Papst Johannes Paul II. zum Bischof von León en Nicaragua.
1989 wurde er Sekretär der Bischofskonferenz von Nicaragua (“Conferencia Episcopal de Nic”). Er war Präsident der Bischofskonferenz von 1991 bis 1993, 1997 bis 1999 und 2005 sowie von 1999 bis 2002 und seit 2011 deren Vizepräsident. 1992 wurde er zudem Generalsekretär des II. Provinzrates von Nicaragua. Er war Initiator der Anerkennung der Kathedrale von León als UNESCO-Welterbe.
Papst Franziskus nahm am 29. Juni 2019 seinen altersbedingten Rücktritt an. Er starb im Juni 2020 im Alter von 79 Jahren vermutlich an den Folgen der COVID-19-Erkrankung.